# Сен-Мишель-де-Вакс
Сен-Мише́ль-де-Вакс (фр. Saint-Michel-de-Vax, окс. Sent Miquèl de Bag) — коммуна во Франции, находится в регионе Юг — Пиренеи. Департамент — Тарн. Входит в состав кантона Кармо-2 Валле-дю-Серу. Округ коммуны — Альби.
Код INSEE коммуны — 81265.

## География
Коммуна расположена приблизительно в 530 км к югу от Парижа, в 65 км северо-восточнее Тулузы, в 32 км к северо-западу от Альби.

## Климат
Климат умеренно-океанический. Зима мягкая и дождливая, лето жаркое с частыми грозами. Ветры довольно редки.

## Население
Население коммуны на 2010 год составляло 68 человек.
| 1962 | 1968 | 1975 | 1982 | 1990 | 1999 | 2010 |
| ---- | ---- | ---- | ---- | ---- | ---- | ---- |
| 72   | 78   | 80   | 89   | 70   | 68   | 68   |

## Экономика
В 2007 году среди 36 человек в трудоспособном возрасте (15—64 лет) 26 были экономически активными, 10 — неактивными (показатель активности — 72,2 %, в 1999 году было 62,5 %). Из 26 активных работали 26 человек (14 мужчин и 12 женщин), безработных не было. Среди 10 неактивных 2 человека были учениками или студентами, 6 — пенсионерами, 2 были неактивными по другим причинам.